# Euplectes diadematus
El obispo diademado (Euplectes diadematus) es una especie de ave paseriforme de la familia Ploceidae endémica de África oriental.

## Distribución
Se encuentra en Kenia, Somalia y el norte de Tanzania.